# Félix de Ravena
Félix ou Felice (em latim: Felix; m. 724) foi um arcebispo de Ravena do século VIII, tendo ocupado o ofício de 709 até sua morte. Foi consagrado pelo papa Constantino, mas logo após afirmou sua independência de Roma. Quando Ravena foi capturada pelas forças de Justiniano II (r. 705–711), Félix foi levado para Constantinopla, traído e cegado e enviado ao exílio. Justiniano foi deposto em 711, e Félix retornou do Ponto para Ravena. Ele coletou 176 sermões de seu predecessor Pedro Crisólogo.